# Honobu Jonezawa
Honobu Jonezawa (japonsky 米澤 穂信, Jonezawa Honobu; * 1978 prefektura Gifu) je japonský spisovatel, který se proslavil sérií mysteriózních románů pro mládež Hjóka. Spisovatelem se chtěl stát od malička a ve svých jedenácti letech napsal pokračování ke knize Válka světů spisovatele H. G. Wellse. Následně začal psát vlastní díla různých žánrů, která zveřejňoval na své stránce Hanmuden. Svou tvorbou jej zaujal spisovatel Kaoru Kitamura, díky které se rozhodl psát mysteriózní romány. Po absolvování univerzity v psaní pokračoval a v roce 2001 vyšel jeho první román Hjóka, jenž byl v roce 2012 odvysílán v animované podobě od studia Kyoto Animation.